# Пршибыл, Йозеф
Йозеф Пршибыл (чеш. Josef Přibyl; род. 12 октября 1947, Прага) — чешский шахматист, международный мастер (1972).
Серебряный призёр чемпионата Чехословакии (1983), соревнование было проведено в форме открытого турнира, Пршибыл занял 4-е место и был 2-м среди чехословацких шахматистов. Бронзовый призёр чемпионатов Чехословакии 1971, 1972, 1980 и 1982 гг. (чемпионат 1971 г. был проведен в формате открытого турнира, Пршибыл занял 5-е место и был 3-м среди чехословацких шахматистов).
В составе сборной Чехословакии — участник трёх Олимпиад (1970, 1972, 1974) и трёх командных чемпионатов Европы (1970, 1977, 1980).